# Babócsa
Babócsa (kroatisch Bobovec) ist eine Gemeinde im Kreis Barcs, die sich im Komitat Somogy im Südwesten Ungarns befindet. Der Ort liegt im Drautal am Fluss Rinya, fünf Kilometer von der kroatischen Grenze entfernt.
Die Chroniken nennen eine Burg in Babócsa im Jahre 1450. Diese wurde durch die Türken im Jahre 1555 ohne Kampfhandlungen besetzt. Damit war die Burg eine der wenigen Burgen Ungarns, welche durch Verrat erobert worden ist.
Im östlichen Teil der Siedlung befindet sich der Basa-Garten (Basakert), der vermutlich von den Osmanen angelegt wurde. In den Monaten April und Mai entfaltet sich hier die Blütenpracht der Stern-Narzissen. Das Gebiet steht unter Naturschutz.
Vom Bahnhof aus führt ein markierter Wanderweg am Mérus-Wald vorbei sowie an der Elisabethinsel, einem Lebensraum für seltene Vögel, die von einer Warte aus beobachtet werden können. Es gibt Info-Tafeln, welche die Pflanzen- und Tierwelt der Auwälder beschreiben.

## Geschichte
Die ersten Funde dieser Gegend stammen aus der Kupfer- und Bronzezeit. In der gotischen Zeit sowie während der osmanischen Besetzungszeit scheint die Siedlung besiedelt gewesen zu sein. Im Naturschutzgebiet Bakert stehen die rekonstruierten Ruinen der St.-Aegidiuskapelle. Hier konnten auch die Überreste eines türkischen Bades freigelegt werden.
Ein türkischer Brunnen befindet sich in der Parkanlage des im Jahre 1820 errichteten im klassizistischen Stil erbauten Schlosses Somssich. Der Heimatverein hat in dem kleinen Prinke-Schloss ein Heimatmuseum eingerichtet.
Das ehemalige Thermalbad ist nicht mehr in Betrieb. Die Légrádi-Pension (Kossuth utca) ist ein Gasthaus mit Übernachtungsmöglichkeit, ferner gibt es noch ein Jagdhaus (Szabadság tér). Durch den Ort führt auch ein Radweg der internationalen Fahrradtour der drei Flüsse (ungarisch Három folyó kerékpárút). Die Menschen hier sind mehrheitlich Landarbeiter.

## Bilder

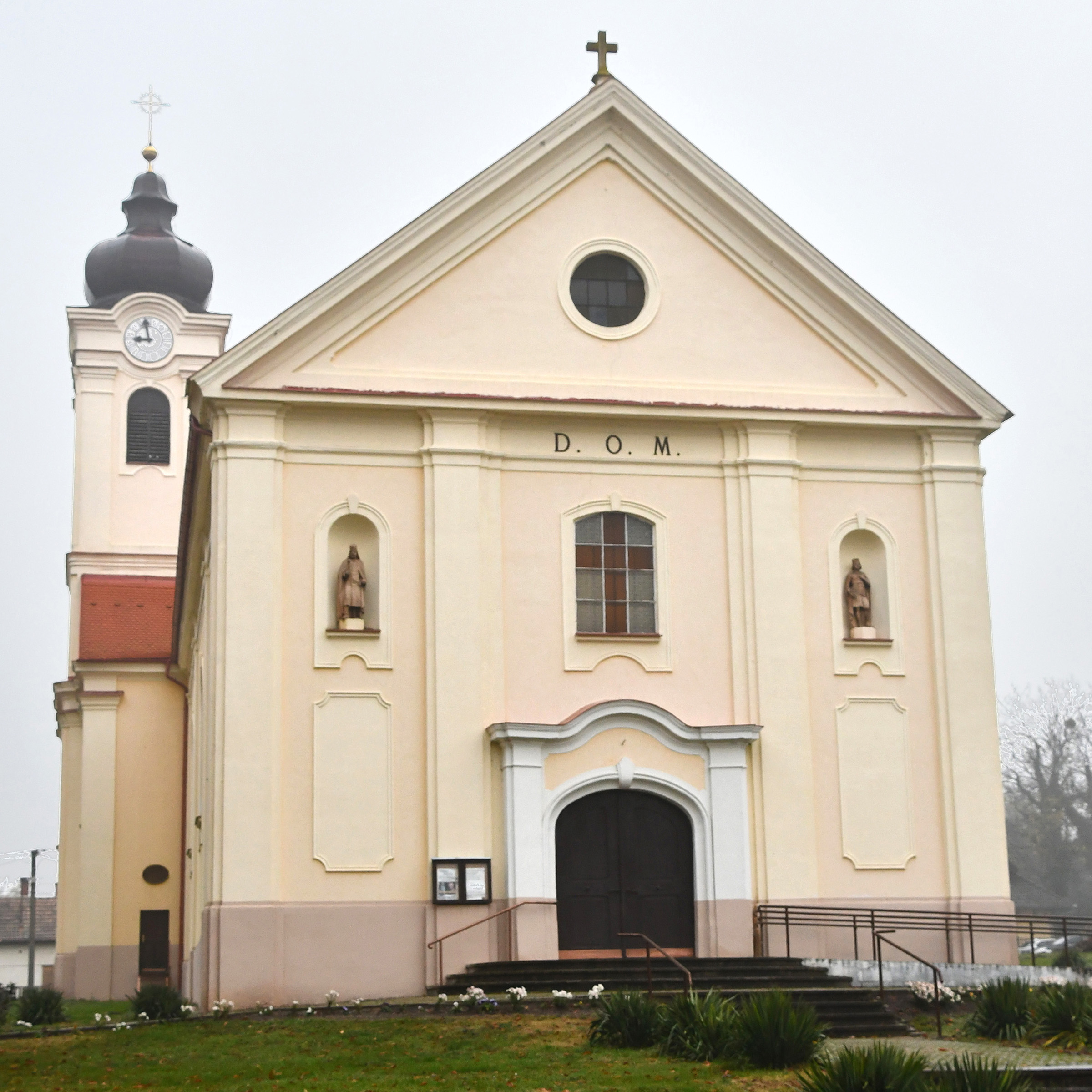
Röm.-kath. Kirche Nagyboldogasszony
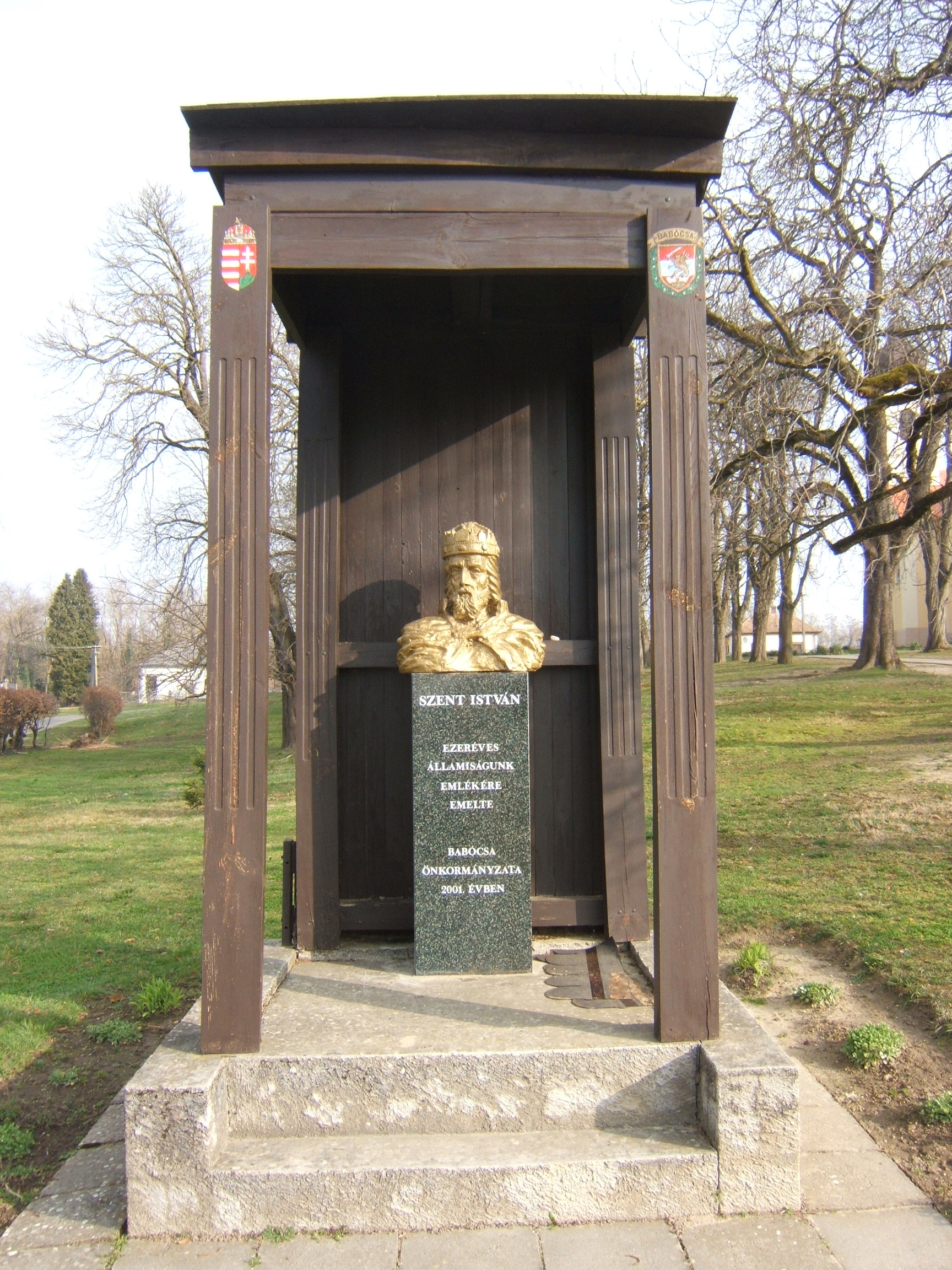
Szent-István-Denkmal
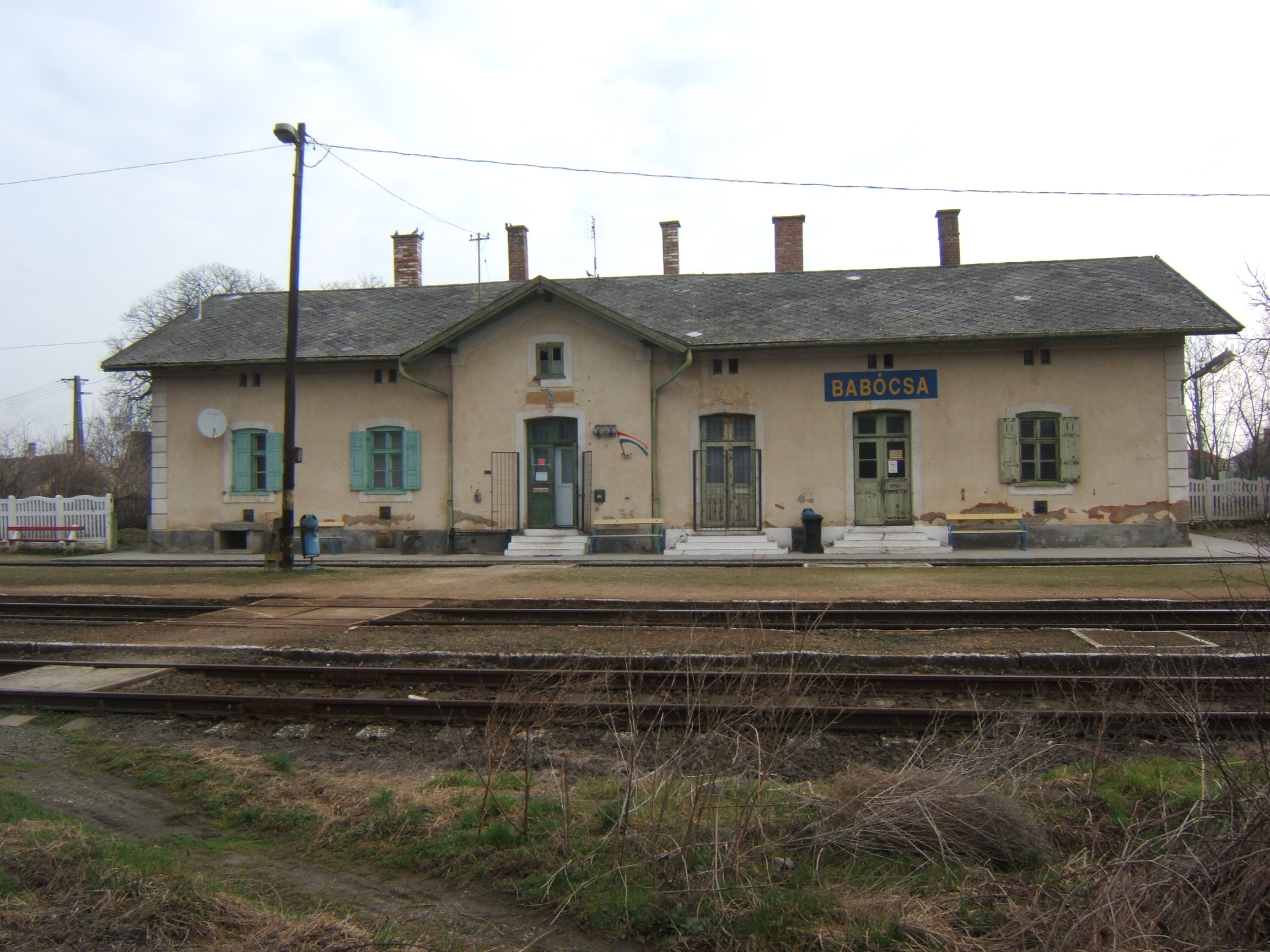
Bahnhofsgebäude Babócsa